# Bryophyllum miniatum
Bryophyllum miniatum là một loài thực vật có hoa trong họ Crassulaceae. Loài này được (Hilsenb. & Bojer) A.Berger miêu tả khoa học đầu tiên năm 1930.